# 万绿园
万绿园（英語：Evergreen Park）是一个位于海南海口龙华区的城市公园，占地面积1,070亩，也是该市面积最大的公园。

## 历史
1996年1月3日建成，2017年至2018年对公园内大约19,000平方米的区域进行了整修，整修内容包括景观美化、植物栽培、改善湖滨区域和排水系统、安装人行天桥和铺砌的集会区，以及升级公园内的照明。东西向主干道绿园中路的大部分路段被拆除。

## 画廊

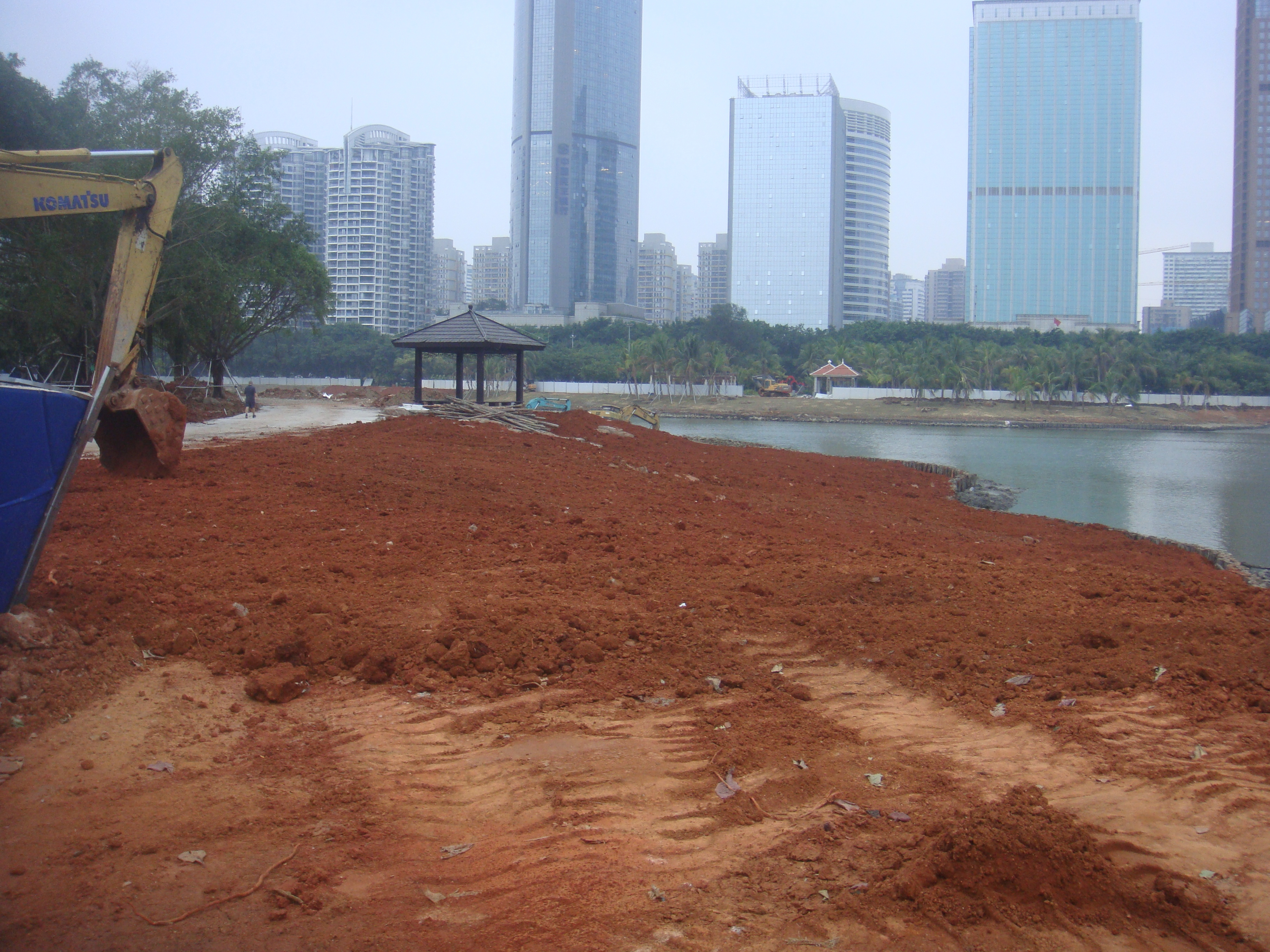
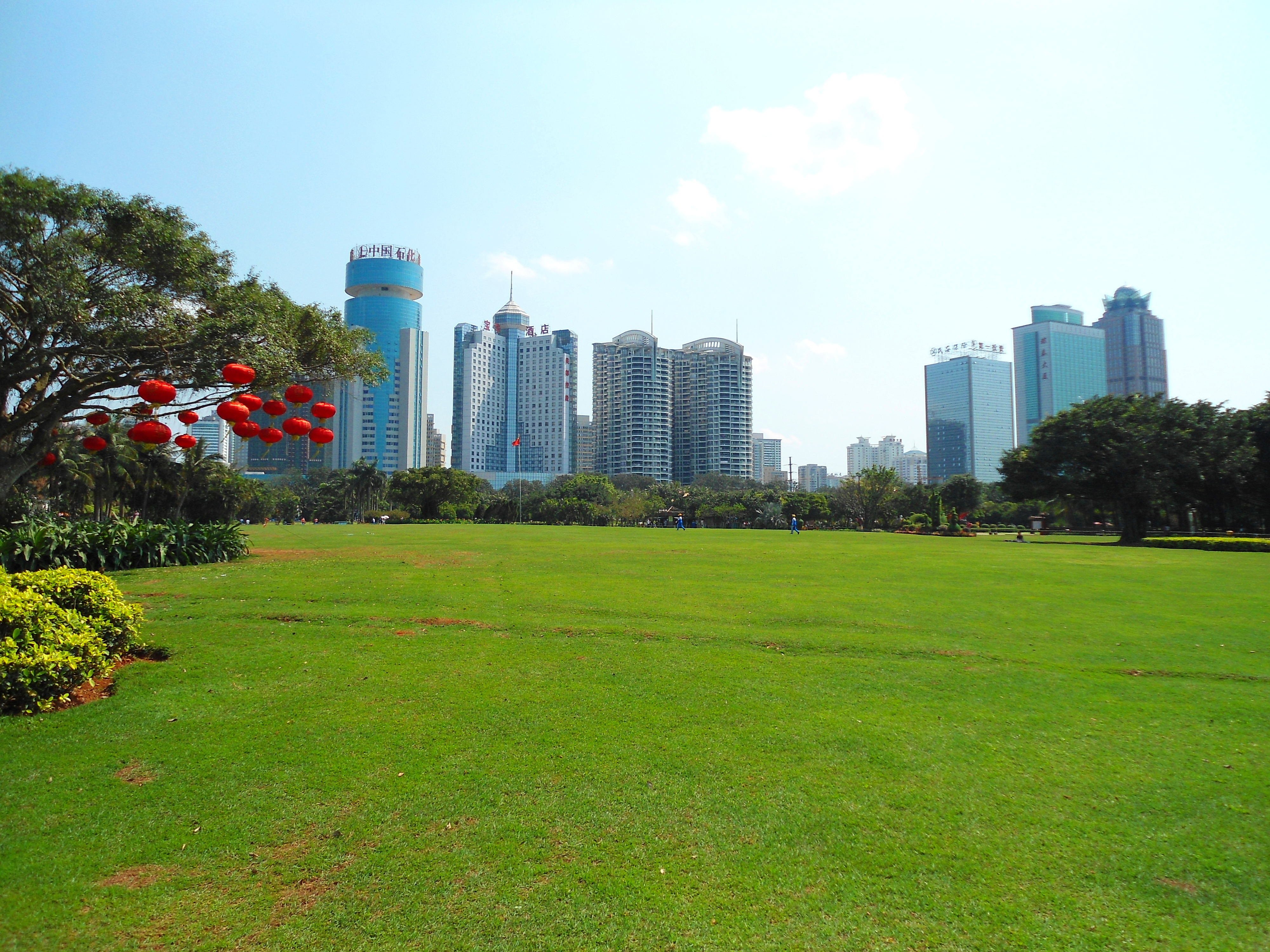
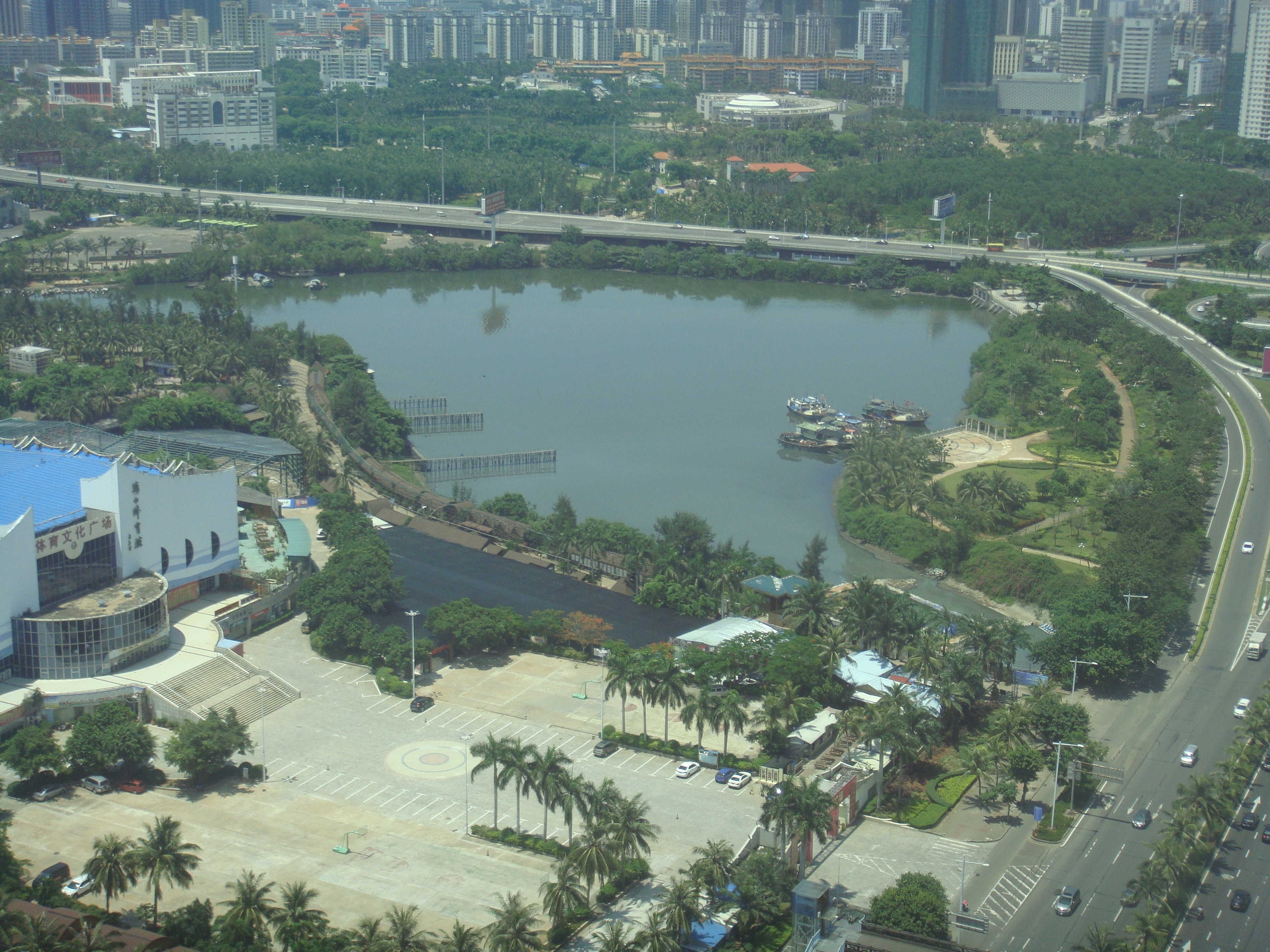
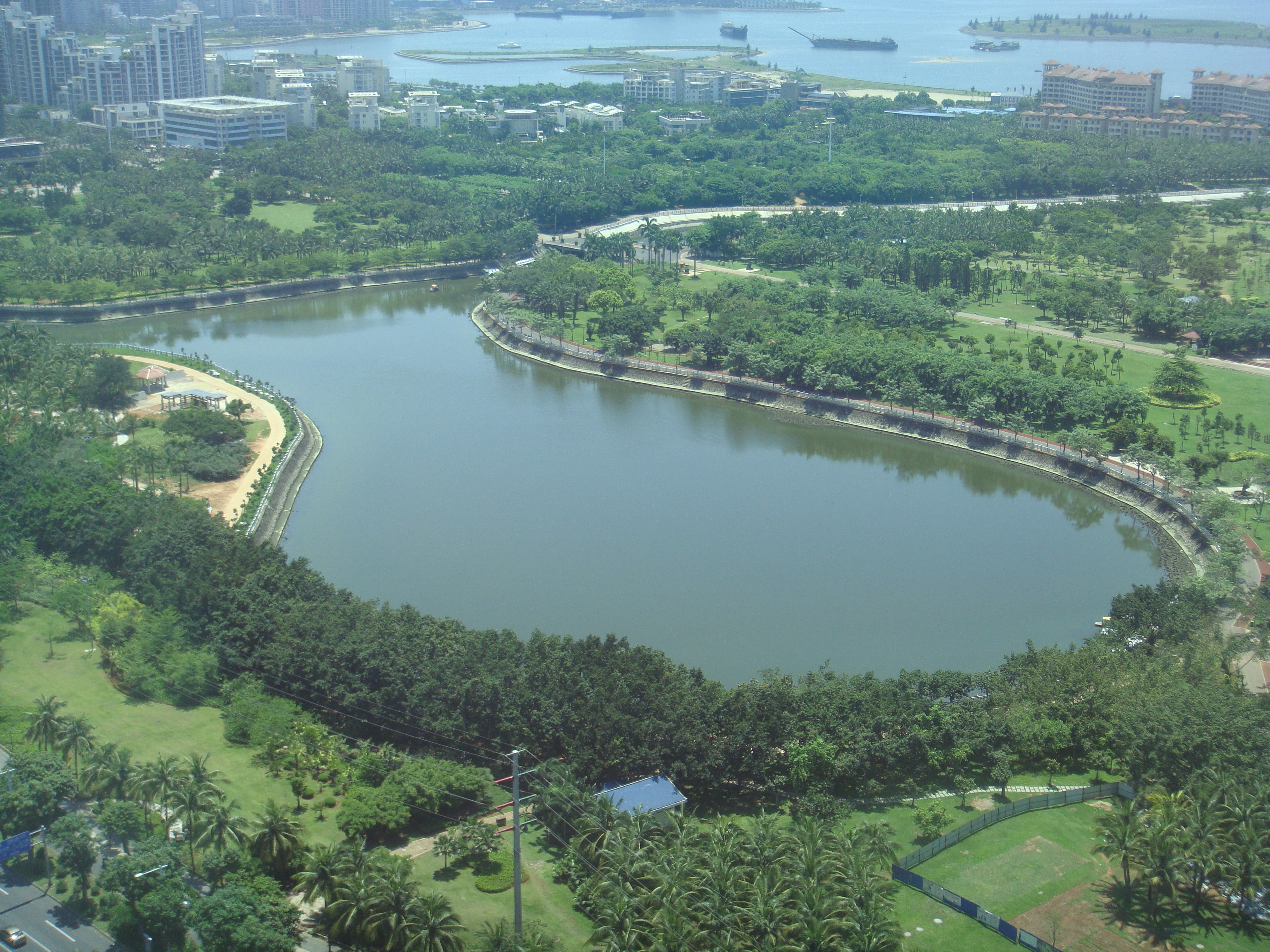
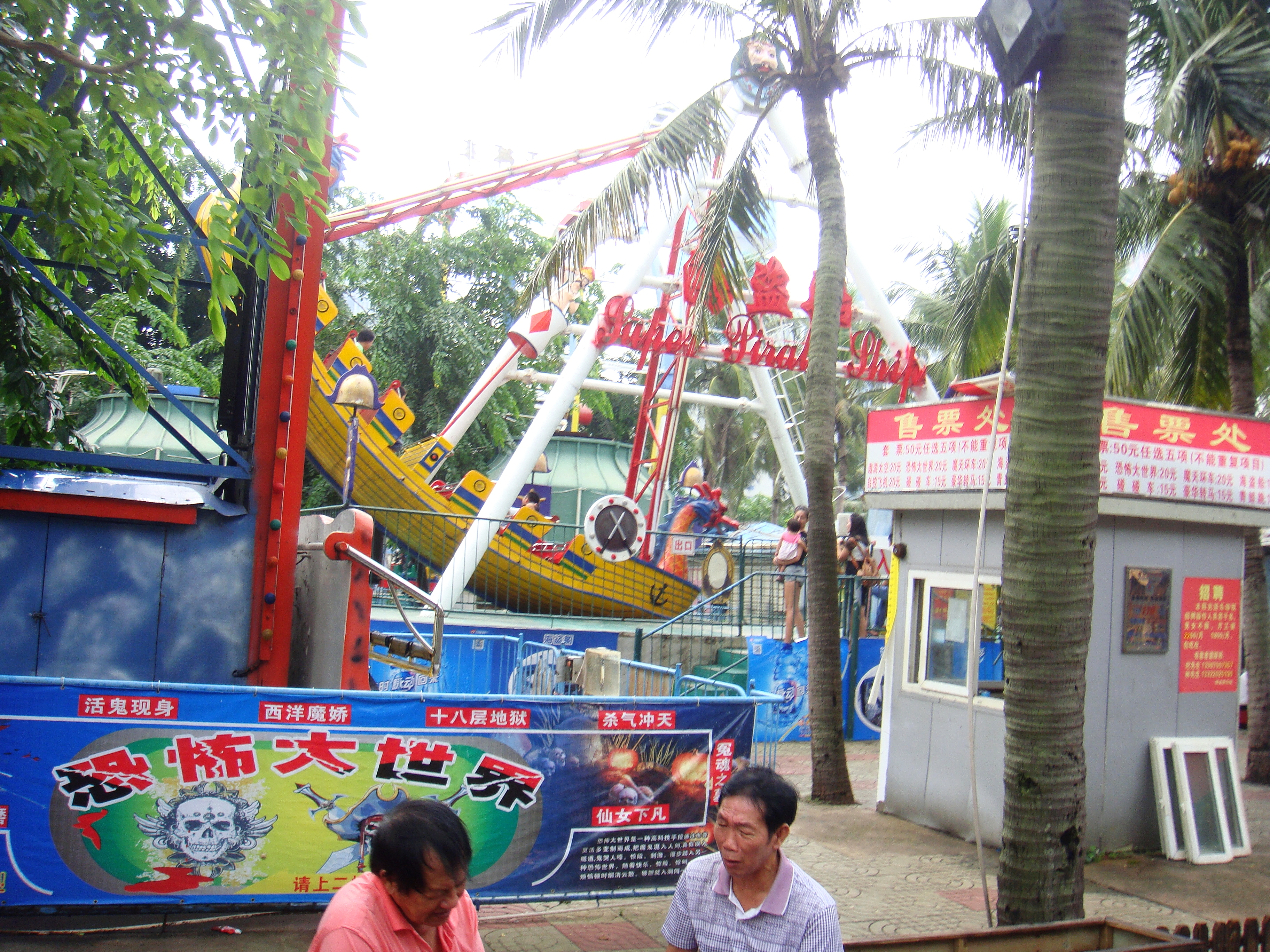
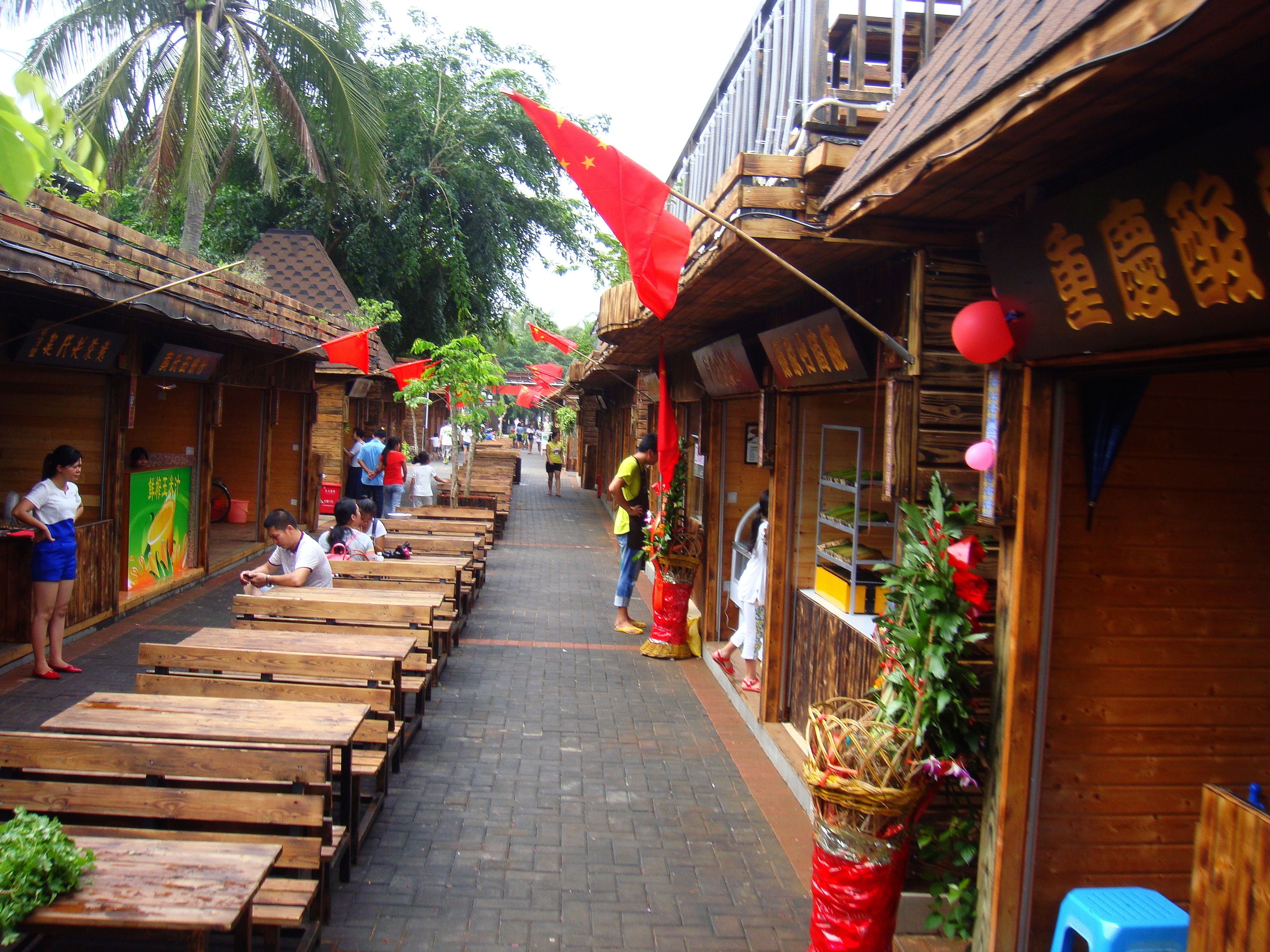